# Calyptraster
Genre
Calyptraster est un genre d'étoiles de mer de la famille des Pterasteridae.

## Liste des espèces
Selon World Register of Marine Species (2 février 2015) :
- Calyptraster coa Sladen, 1882 -- Caraïbes
- Calyptraster gracilis Jangoux & Aziz, 1988 -- Mascareignes
- Calyptraster personatus (Perrier, 1885) -- Caraïbes
- Calyptraster tenuissimus Bernasconi, 1966 -- Amérique australe
- Calyptraster vitreus Bernasconi, 1972 -- Îles Falkland

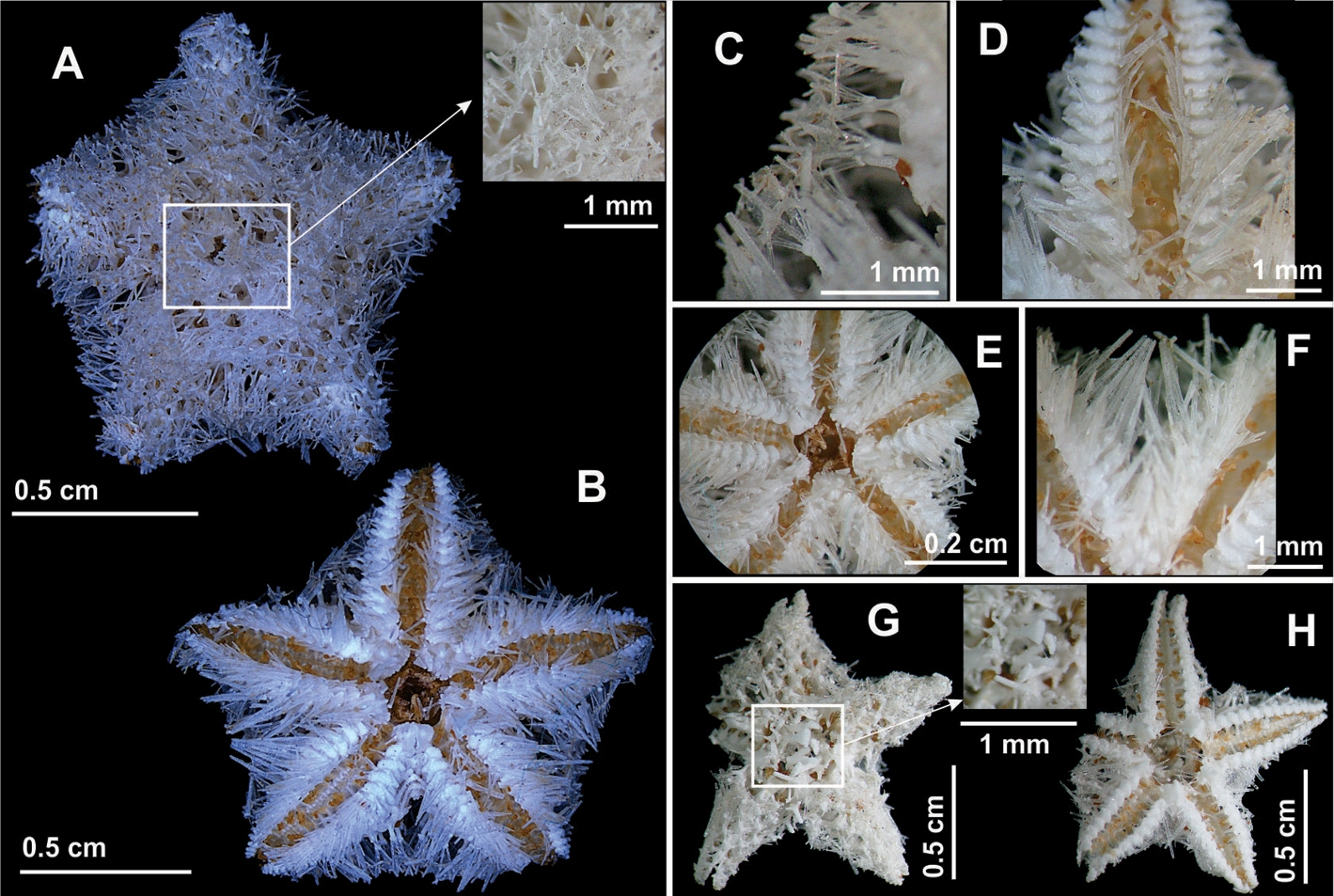
Calyptraster coa
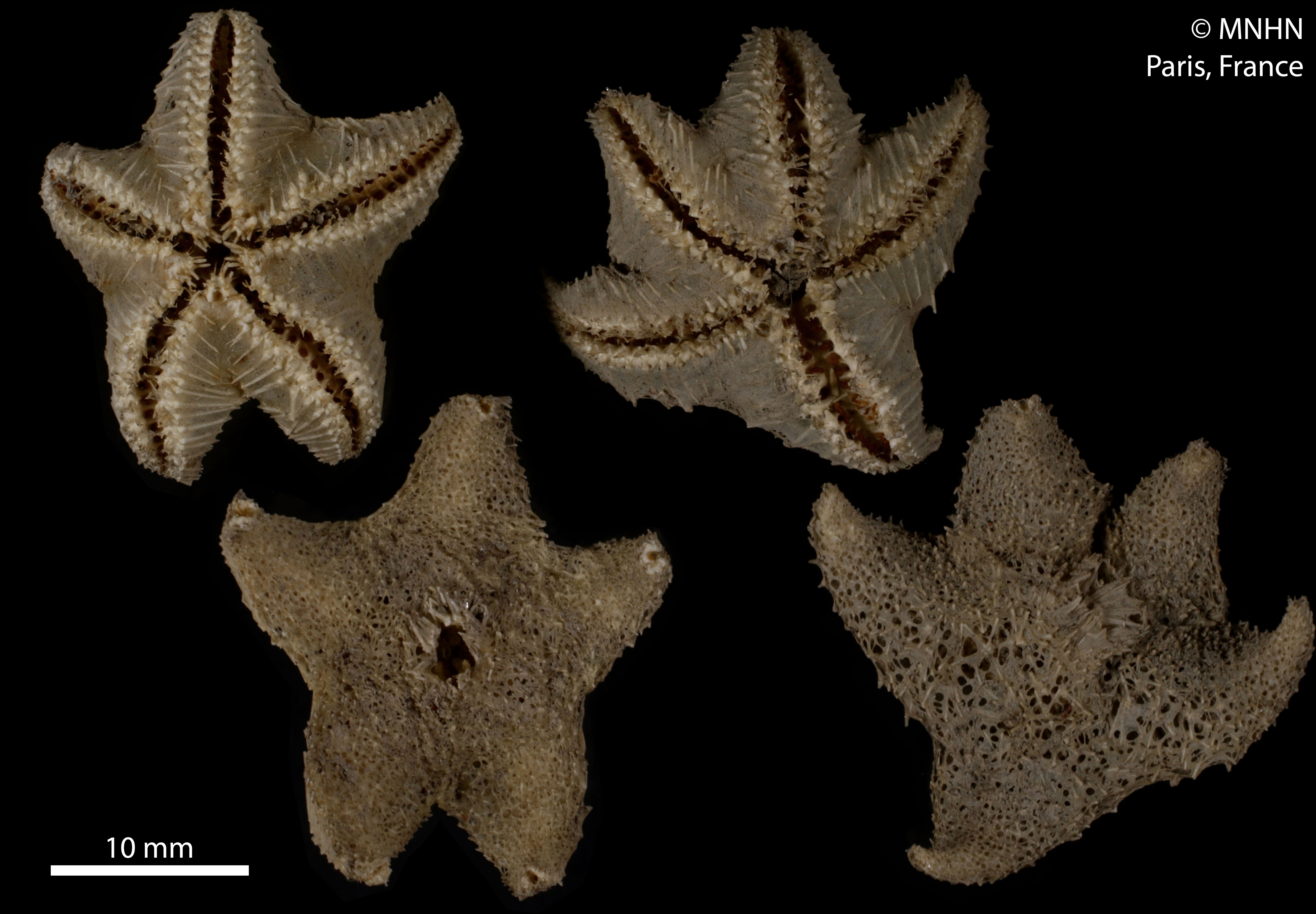
Calyptraster gracilis
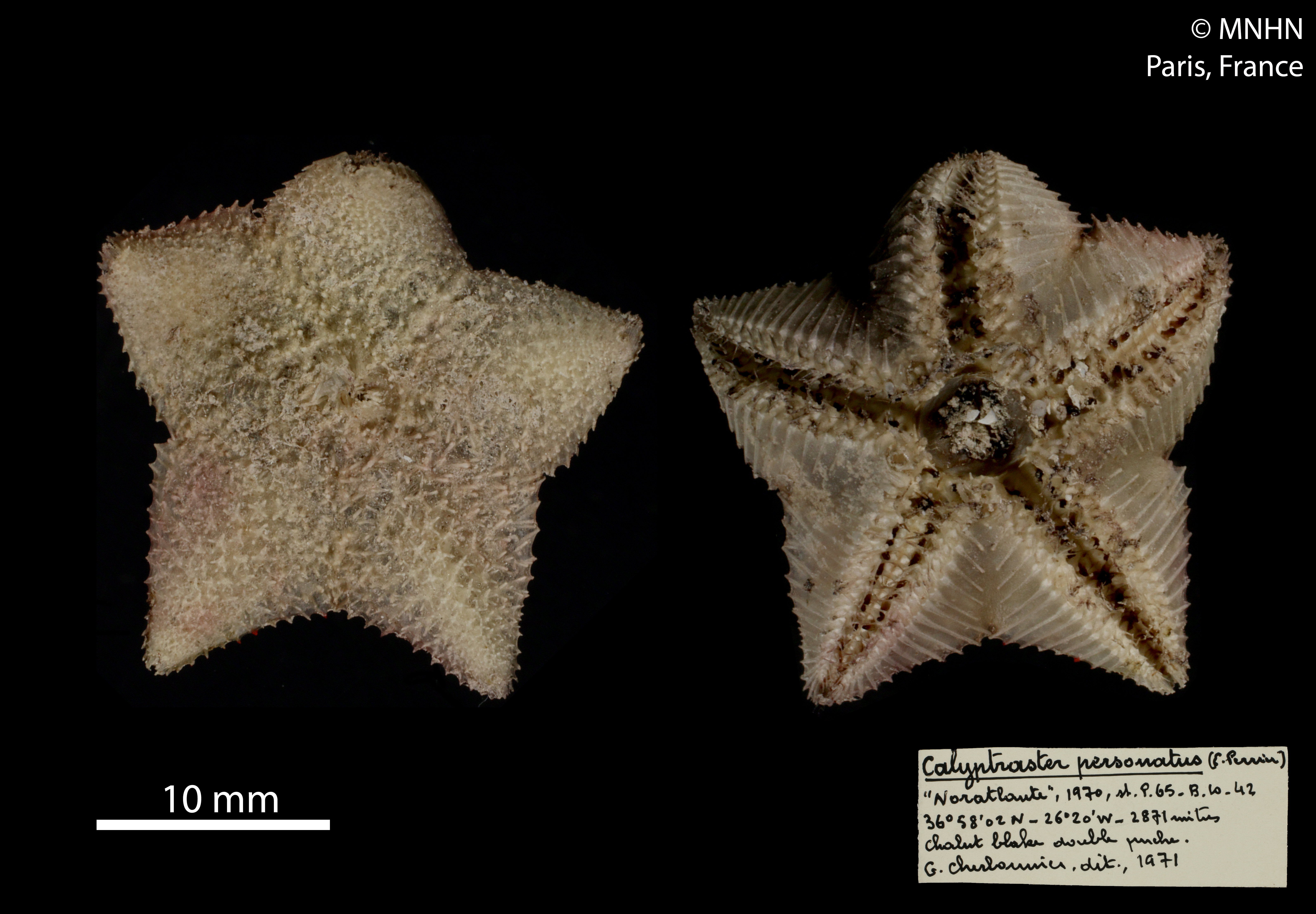
Calyptraster personatus